# Faron Young
Faron Young (* 25. Februar 1932 in Shreveport, Louisiana; † 10. Dezember 1996 in Nashville) war ein US-amerikanischer Country-Sänger.

## Leben

### Anfänge
Faron Young wuchs auf der Farm seiner Eltern im ländlichen Louisiana auf. Von seinem Footballtrainer beeinflusst fand er früh Zugang zur Country-Musik. Nachdem er erste Erfahrungen in einer Highschoolband gesammelt hatte, gelang ihm Anfang der 1950er Jahre der Einstieg in die populäre Radiosendung Louisiana Hayride. Hier traf er auf den aufstrebenden Star Webb Pierce, der ihn als Sänger anheuerte. Bei dem kleinen Label Gotham Records aus Philadelphia wurden erste Platten eingespielt.

### Karriere
1952 hörte der Produzent Ken Nelson Faron Young zufälligerweise im Autoradio und nahm ihn im gleichen Jahr für das Label Capitol Records unter Vertrag. Kurz darauf wurde er aber zur Armee eingezogen. In Korea wurde er als Truppenbetreuer eingesetzt. Er hatte sogar die Möglichkeit, Schallplatten aufzunehmen. Anfang 1953 erreichte seine Single Goin’ Steady Platz zwei der Country-Charts. Seine nächsten Aufnahmen waren ähnlich erfolgreich.
1955 wurde Young aus der Armee entlassen. Wenig später schaffte er mit Live Fast, Love Hard, Die Young seinen ersten Nummer-1-Hit. Im gleichen Jahr übernahm er erstmals eine Filmrolle. Seine Auftritte in Galgenfrist und anschließend in einer Fernsehserie brachte ihm den Spitznamen „Singing Sheriff“ ein. Seine Erfolge als Country-Sänger hielten an. Das Don-Gibson-Lied Sweet Dreams erreichte Platz zwei der Country-Charts. 1961 schaffte Young mit von dem damals völlig unbekannten Songwriter Willie Nelson geschriebenen Hello Walls erneut einen Top-Hit, der sich auch hoch in den Pop-Charts platzieren konnte. Es wurde gerade zu einem Markenzeichen Youngs, junge aufstrebende Musiker und Songwriter zu fördern.
Ein Jahr später wechselte er zum Label Mercury Records, wo er sich zunächst in Richtung Nashville Sound umorientierte. Erst Ende des Jahrzehnts kehrte er zum Honky Tonk zurück und wurde mit deutlich steigenden Verkaufszahlen belohnt. 1969 erreichte er mit Wine Me Up noch einmal Platz zwei. Seinen letzten Nummer-1-Hit schaffte er 1971 mit der Ballade It’s Four in the Morning.
In den 1950er Jahren und den späten 1960er Jahren war Young gelegentlich auch als Schauspieler tätig und trat in sieben Filmproduktionen sowie einer Serie auf. Eine größere Rolle übernahm er in dem Western Daniel Boone (1956).

### Die letzten Jahre
Ab Mitte der 1970er Jahre wurden die Erfolge seltener. Er wechselte noch einmal das Label. Seine geschäftlichen Aktivitäten traten zunehmend in den Vordergrund. Er war in Nashville an Bürogebäuden beteiligt und gehörte zu den Herausgebern der Zeitschrift Music City News.
Nach massiven gesundheitlichen Problemen erschoss sich Faron Young am 9. Dezember 1996. Einen Tag später wurde er offiziell für tot erklärt. Im Jahre 2000 erhielt er postum die größte Auszeichnung der Country-Musik: Er wurde in die Country Music Hall of Fame aufgenommen.

## Varia
1985 schrieb die britische Band Prefab Sprout ein Lied über Faron Young, das sie auf ihrem Album Steve McQueen (in den USA unter dem Titel Two Wheels Good) veröffentlichten.
In der Filmbiografie I Saw the Light über das Leben von Hank Williams wird Young von Fred Parker Jr. verkörpert.

## Diskografie

### Alben
| - 1957: Sweethearts or Strangers - 1958: The Object of My Affection - 1959: Talk About Hits! - 1959: This Is Faron Young! - 1959: My Garden of Prayer - 1961: The Young Approach - 1961: Hello Walls Fan Club Favorites - 1963: Aims at the West - 1963: This Is Faron - 1964: Country Dance Favorites - 1964: Story Songs for Country Folks - 1965: Story Songs of Mountains and Valleys - 1965: Pen & Paper - 1965: Faron Young Sings on Stage for Mary Carter Paints (mit Margie Singleton, Mel Tillis, Archie Campbell, Darrell McCall und The Young Deputies) - 1966: Sings the Best of Jim Reeves - 1966: It’s a Great Life - 1966: If You Ain’t Lovin’ You Ain’t Livin’ - 1966: Untitled (mit Buck Owens und Ferlin Husky) - 1966: Faron Young - 1966: Music from the Original Sound Track „What Am I Bid?“ (mit Leroy Van Dyke, Tex Ritter und Johnny Sea) - 1966: Save the Last Dance for Me | - 1967: Unmitigated Gall - 1969: I’ve Got Precious Memories - 1969: Here’s Faron Young - 1970: Wine Me Up - 1970: Sings Occasional Wife & If I Ever Fall in Love with a Honky Tonk Girl - 1971: Faron Young Sings „Leavin’ and Sayin’ Goodbye“ - 1971: Step Aside - 1972: It’s Four in the Morning - 1972: This Time the Hurtin’s on Me - 1972: Faron Young Sings This Little Girl of Mine - 1973: Just What I Had in Mind - 1974: Faron Young Sings „Some Kind of a Woman“ - 1974: A Man and His Music - 1976: I’d Just Be Fool Enough - 1977: That Young Feeling - 1979: Chapter Two - 1979: A Christmas Card from Faron - 1979: Alone with You - 1980: Free and Easy - 1985: Four Legends (mit Webb Pierce, Jerry Lee Lewis und Mel Tillis) - 1985: Funny How Time Slips Away (mit Willie Nelson) - 2009: Sing Elvis Presley and Others! (mit Roy Orbison) |

### Kompilationen
| - 1959: Faron Young Sings the Best of Faron Young - 1963: The All-Time Great Hits of Faron Young - 1964: Faron Young’s Memory Lane - 1965: Falling in Love - 1965: Faron Young’s Greatest Hits - 1968: Greatest Hits Vol 2 - 1970: The Best of Faron Young - 1977: The Best of Faron Young Vol. 2 - 1977: 20 Great Hits - 1979: The Best of Faron Young - 1980: Capitol Country Classics – Faron Young | - 1992: The Classic Years 1952–1962 (5 CDs) - 1996: All American Country: 18 Original Country Classics - 1998: The Hits - 1998: This Is Faron Young! / Hello Walls - 1999: Famous Country Music Makers - 1999: Hello Walls - 2000: The Complete Capitol Hits of Faron Young (2 CDs) - 2002: Classic Country Favourites - 2009: Here’s Faron Young / Occasional Wife |

### Singles
| - 1952: Goin’ Steady - 1953: Just Married - 1953: That’s What I’d Do for You - 1953: I’m Gonna Tell Santa Claus on You - 1954: If That’s the Fashion - 1955: Live Fast, Love Hard, Die Young - 1955: God Bless God - 1955: Go Back You Fool - 1955: It’s a Great Life (If You Don’t Weaken) - 1956: I’ve Got Five Dollars and It’s Saturday Night - 1956: Sweet Dreams - 1956: Turn Her Down - 1956: I’m Gonna Live Some Before I Die - 1957: The Shrine of St. Cecilia - 1957: Love Has Finally Come My Way - 1957: Honey Stop! (And Think of Me) - 1957: Snowball - 1958: Rosalie (Is Gonna Get Married) - 1958: Alone with You - 1958: That’s the Way I Feel - 1958: Last Night at a Party - 1959: That’s the Way It’s Gotta Be - 1959: Country Girl - 1959: Riverboat - 1960: Your Old Used to Be - 1960: Is She All You Thought She’d Be - 1960: Forget the Past - 1961: Hello Walls - 1961: Backtrack - 1962: Three Days - 1962: The Comeback (mit The Jordanaires) - 1962: Down by the River - 1963: Rawhide | - 1963: The Yellow Bandana - 1963: Nightmare - 1963: What Will I Tell My Darling - 1964: Keeping Up with the Joneses (mit Margie Singleton) - 1964: Another Woman’s Man, Another Man’s Woman (mit Margie Singleton) - 1965: Walk Tall - 1965: My Dreams - 1966: Unmitigated Gall - 1968: She Went a Little Bit Farther - 1968: I Just Came to Get My Baby - 1969: I’ve Got Precious Memories - 1969: Wine Me Up - 1969: Your Time’s Comin’ - 1970: If I Ever Fall in Love (With a Honky Tonk Girl) - 1971: Step Aside - 1971: Leavin’ and Sayin’ Goodbye - 1971: It’s Four in the Morning - 1972: This Little Girl of Mine - 1973: Just What I Had in Mind - 1974: Another You - 1974: The Wrong in Loving You - 1976: I’d Just Be Fool Enough - 1976: (The Worst You Ever Gave Me Was) The Best I Ever Had - 1977: Crutches - 1979: The Great Chicago Fire - 1979: That Over Thirty Look - 1980: Tearjoint - 1981: Until the Bitter End - 1981: Pull Up a Pillow - 1988: Here’s to You |

## Filmografie
- 1955: Grand Ole Opry (Fernsehserie, eine Folge)
- 1956: Galgenfrist (Hidden Guns)
- 1956: Daniel Boone (Daniel Boone, Trail Blazer)
- 1957: Die Plünderer von Texas (Raiders of Old California)
- 1958: Country Music Holiday
- 1966: Second Fiddle to a Steel Guitar
- 1966: Nashville Rebel
- 1967: What Am I Bid?
- 1967: The Road to Nashville
- 1977: That’s Country